# Jacqueline Jackson
Jacqueline Lavinia Jackson (Fort Pierce, 7 de março de 1944) é uma escritora e ativista americana. Escreveu Loving You, Thinking of You, Don't Forget to Pray, uma compilação de cartas que ela enviou para seu filho Jesse Jackson, Jr. durante o encarceramento dele. Casada com o reverendo Jesse Jackson desde 1962, foi descrita pelo The Los Angeles Times como "indescritível, privada e em grande parte desconhecida do público".

## Primeiros anos
Jackson nasceu Jacqueline Lavinia Davis aos 7 de março de 1944, em Fort Pierce, Flórida, sendo filha de Gertrude "Gertie" Davis (7 de março de 1927 - 13 de julho de 2017), uma "trabalhadora migrante solteira que ganhava 15 centavos por hora colhendo feijão." Jackson nunca viu seu pai. Sua mãe se casou com o suboficial da Marinha Julius Frances Brown Sr. quando Jackson tinha cinco anos, e a família se mudou para Newport News, Virgínia. Em uma entrevista, Jackson afirmou que acreditava que sua mãe era "muito rígida" quando ela era criança. Ela considerou se tornar freira quando era adolescente, mas acabou decidindo não seguir esse caminho. Ela tem quatro meio-irmãos através de sua mãe. De acordo com o livro Jesse, do biógrafo Marshall Frady, a avó materna de Jackson era uma prostituta.
Jackson estudou na Huntington High School em West Virginia antes de entrar na North Carolina A&T State University, então conhecida como Agricultural and Technical College of North Carolina. Enquanto estudante na A&T, ela era uma manifestante dos direitos civis. Em entrevista ao Public Broadcasting Service, ela contou ter escrito um artigo persuasivo sobre como a China deveria conseguir um assento nas Nações Unidas. Jackson acabou abandonando a A&T quando sua primeira filha, Santita, nasceu.

## Vida pessoal
Jackson conheceu Jesse durante seu primeiro ano na A&T College. Em 31 de dezembro de 1962, em seu segundo ano, Jackson de 18 anos se casou com Jesse na casa de seus pais. Juntos, eles têm cinco filhos: Santita (1963), Jesse Jr. (1965), Jonathan Luther (1966), Yusef DuBois (1970) e Jacqueline Lavinia (1975).
De acordo com um artigo de 1987 no Chicago Tribune, Jackson "detinha a maioria dos ativos da família em seu nome", incluindo ações no valor de mais de 250 mil dólares na Inner City Broadcasting Corporation, proprietária de estações de rádio. Ela também possuía uma casa com Jesse no lado sul de Chicago no valor de 100 mil dólares. Naquela época, os ativos da família eram aproximadamente entre 397 e 600 mil dólares.
Em agosto de 2021, Jackson e seu marido foram hospitalizados com COVID-19. Ela não havia sido vacinada. Em 27 de agosto ela estava na unidade de terapia intensiva do Northwestern Memorial Hospital enquanto seu marido foi transferido para uma unidade de reabilitação. Em 4 de setembro, ela voltou para casa. Depois de se recuperar do COVID-19, ela declarou publicamente que todos deveriam ser vacinados e seguir as diretrizes do CDC.